# Dozy
Dozy (ook: Van Klinkenberg Dozy, Schultens Dozy en Thomsen Dozy) is een geslacht waarbij de stamvader Pierre Francoiszoon oorspronkelijk uit Valenciennes afkomstig zou zijn. Het geslacht bracht verschillende bestuurders, rechtsgeleerden en ondernemers voort. Het geslacht Dozy werd eind 19de eeuw opgenomen in het Stam- en Wapenboek van A.A. Vorsterman van Oijen. In de 20ste eeuw werd de familie voor het eerst in editie 33 opgenomen in het genealogische naslagwerk Nederland's Patriciaat.

## Enkele telgen
- Francois Dozy (1619-1670), geboren in Valenciennes, vestigde zich rond januari 1646 te Leiden, werd hier poorter en fabrikant van grijnen. 
  - Pierre Dozy (1642-1712), poorter van de stad Leiden en eigenaar van een ververij. 
    - drs. Pieter Dozy (1723-1766), geneesheer te Den-Haag.
      - mr. Jacques Leonard Dozy (1768-1845), president der arrondissementsrechtbank te Leiden.
        - Francois Dozy (1807-1856), geneesheer te Leiden. 
          - Reinhart Pieter Anne Dozy (1820-1883), Arabist, historicus en hoogleraar aan de Universiteit Leiden

Van Klinkenberg Dozy
- Jan Pieter Dozy (1770-1849) notaris te Leiden. Hij voegde de achternaam van de notaris waar hij was opgeleid toe aan zijn achternaam tot ''Van Klinkenberg Dozy''